# Volta à Polónia de 2021
A 78.ª edição da competição ciclista Volta à Polónia foi uma corrida de ciclismo de estrada por etapas que se celebrou entre o 9 e a 15 de agosto de 2021 em Polónia com início na cidade de Lubin e final na de Cracovia sobre um percurso de 1140 quilómetros.
A corrida fez parte do UCI WorldTour de 2021, calendário ciclístico de máximo nível mundial, sendo a vigésima terceira corrida de dito circuito e foi vencida pelo português João Almeida do Deceuninck-Quick Step. Completaram o pódio, como segundo e terceiro classificado respectivamente, o esloveno Matej Mohorič do Bahrain Victorious e o polaco Michał Kwiatkowski do Ineos Grenadiers.

## Equipas participantes
Tomaram parte na corrida 22 equipas: 19 de categoria UCI WorldTeam, 2 de categoria UCI ProTeam e a selecção nacional de Polónia, formando assim um pelotão de 151 ciclistas dos que acabaram 140. As equipas participantes foram:
| Equipes WorldTeam (19)- AG2R Citroën Team - Astana-Premier Tech - Bahrain Victorious - Bora-Hansgrohe - Cofidis - Deceuninck-Quick Step - EF Education-Nippo - Groupama-FDJ - Ineos Grenadiers - Intermarché-Wanty-Gobert Matériaux - Israel Start-Up Nation - Jumbo-Visma - Lotto Soudal - Movistar Team - Team BikeExchange - Team DSM - Qhubeka NextHash - Trek-Segafredo - UAE Team Emirates Equipes ProTeam (2)- Alpecin-Fenix - Gazprom-RusVelo Equipe nacional- Polónia |
| |

## Percorrido
O Volta à Polónia dispôs de sete etapas para um percurso total de 1140 quilómetros.
| Etapa | Data    | Percurso                     | type                      | Distância (km) | Elevação (m) | Vencedor            | Líder geral  |
| ----- | ------- | ---------------------------- | ------------------------- | -------------- | ------------ | ------------------- | ------------ |
| 1     | 9 ago.  | Lublin – Chełm               | etapa escarpada           | 216,4          | 1 522 m      | Phil Bauhaus        | Phil Bauhaus |
| 2     | 10 ago. | Zamość – Przemyśl            | etapa escarpada           | 200,8          | 1 591 m      | João Almeida        | João Almeida |
| 3     | 11 ago. | Sanok – Rzeszów              | média montanha            | 226,4          | 2 625 m      | Fernando Gaviria    | João Almeida |
| 4     | 12 ago. | Tarnów – Bukowina Tatrzańska | etapa escarpada           | 159,9          | 2 567 m      | João Almeida        | João Almeida |
| 5     | 13 ago. | Chochołów – Bielsko-Biała    | etapa escarpada           | 172,8          | 2 530 m      | Nikias Arndt        | João Almeida |
| 6     | 14 ago. | Katowice – Katowice          | contrarrelógio individual | 19,1           | 126 m        | Rémi Cavagna        | João Almeida |
| 7     | 15 ago. | Zabrze – Cracóvia            | etapa plana               | 145,1          | 889 m        | Julius van den Berg | João Almeida |

## Desenvolvimento da corrida

### 1.ª etapa
Uma fuga composto de Yevgeniy Fedorov (Astana-Premier Tech), Sean Bennett (Team Qhubeka Nextash) e Michal Paluta (Polónia) toma liderança desde o começo da etapa. Esta fuga teve até 7 min de avanços. Michel Paluta assegura-se a camisola às bolinhas antes de que o pelotão os retoma a 50 km da chegada. Um sprint intermediário a 40 km da chegada vê o líder da Ineos Grenadiers Michal Kwiatkowski passar à frente de Matej Mohoric e o lettão Emil Liepins para tomar os segundos de bonificações. Alguns quilómetros mais tarde 3 homens : Tom Scully (EF education-Nippo), Antoine Duchesne (Groupama-FDJ) e Jos Van Emden (Jumbo Visma) escapam-se tomando 45 s como máximo antes de que o pelotão não se recompõe e retomam este grupo. O sprint desenvolve-se numa súbida empedrada, Álvaro Hodeg lança em primeiro mas Phil Bauhaus ultrapassa-o na  linha.
| \| Classificação por etapas \| Classificação por etapas \| Classificação por etapas \| Classificação por etapas \| Classificação por etapas \| \| Ciclista \| Ciclista \| Equipe \| Tempo \| \| \| ------------------------ \| ------------------------ \| ---------------------------------- \| ------------------------ \| ------------------------ \| \| 1. \| Phil Bauhaus \| Bahrain Victorious \| 5h01m24s \| \| \| 2. \| Álvaro Hodeg \| Deceuninck-Quick Step \| + 0s \| \| \| 3. \| Hugo Hofstetter \| Israel Start-Up Nation \| + 0s \| \| \| 4. \| Edward Theuns \| Trek-Segafredo \| + 0s \| \| \| 5. \| David Dekker \| Jumbo-Visma \| + 0s \| \| \| 6. \| Dion Smith \| BikeExchange \| + 0s \| \| \| 7. \| Jonas Rickaert \| Alpecin-Fenix \| + 0s \| \| \| 8. \| Biniam Girmay \| Intermarché-Wanty-Gobert Matériaux \| + 0s \| \| \| 9. \| Matej Mohorič \| Bahrain Victorious \| + 0s \| \| \| 10. \| Michał Kwiatkowski \| Ineos Grenadiers \| + 0s \| \| |                    |                                    |          |
| |                    |                                    |          |
| Fonte: ProCyclingStats |                    |                                    |          |
| Classificação por etapas |                    |                                    |          |
| Ciclista | Ciclista           | Equipe                             | Tempo    |
| 1. | Phil Bauhaus       | Bahrain Victorious                 | 5h01m24s |
| 2. | Álvaro Hodeg       | Deceuninck-Quick Step              | + 0s     |
| 3. | Hugo Hofstetter    | Israel Start-Up Nation             | + 0s     |
| 4. | Edward Theuns      | Trek-Segafredo                     | + 0s     |
| 5. | David Dekker       | Jumbo-Visma                        | + 0s     |
| 6. | Dion Smith         | BikeExchange                       | + 0s     |
| 7. | Jonas Rickaert     | Alpecin-Fenix                      | + 0s     |
| 8. | Biniam Girmay      | Intermarché-Wanty-Gobert Matériaux | + 0s     |
| 9. | Matej Mohorič      | Bahrain Victorious                 | + 0s     |
| 10. | Michał Kwiatkowski | Ineos Grenadiers                   | + 0s     |

| \| Classificação geral \| Classificação geral \| Classificação geral \| Classificação geral \| Classificação geral \| \| Ciclista \| Ciclista \| Equipe \| Tempo \| \| \| ------------------- \| ------------------- \| ---------------------------------- \| ------------------- \| ------------------- \| \| 1. \| Phil Bauhaus \| Bahrain Victorious \| 5h01m14s \| \| \| 2. \| Álvaro Hodeg \| Deceuninck-Quick Step \| + 4s \| \| \| 3. \| Hugo Hofstetter \| Israel Start-Up Nation \| + 6s \| \| \| 4. \| Michał Kwiatkowski \| Ineos Grenadiers \| + 7s \| \| \| 5. \| Matej Mohorič \| Bahrain Victorious \| + 8s \| \| \| 6. \| Edward Theuns \| Trek-Segafredo \| + 10s \| \| \| 7. \| David Dekker \| Jumbo-Visma \| + 10s \| \| \| 8. \| Dion Smith \| BikeExchange \| + 10s \| \| \| 9. \| Jonas Rickaert \| Alpecin-Fenix \| + 10s \| \| \| 10. \| Biniam Girmay \| Intermarché-Wanty-Gobert Matériaux \| + 10s \| \| |                    |                                    |          |
| |                    |                                    |          |
| Fonte: ProCyclingStats |                    |                                    |          |
| Classificação geral |                    |                                    |          |
| Ciclista | Ciclista           | Equipe                             | Tempo    |
| 1. | Phil Bauhaus       | Bahrain Victorious                 | 5h01m14s |
| 2. | Álvaro Hodeg       | Deceuninck-Quick Step              | + 4s     |
| 3. | Hugo Hofstetter    | Israel Start-Up Nation             | + 6s     |
| 4. | Michał Kwiatkowski | Ineos Grenadiers                   | + 7s     |
| 5. | Matej Mohorič      | Bahrain Victorious                 | + 8s     |
| 6. | Edward Theuns      | Trek-Segafredo                     | + 10s    |
| 7. | David Dekker       | Jumbo-Visma                        | + 10s    |
| 8. | Dion Smith         | BikeExchange                       | + 10s    |
| 9. | Jonas Rickaert     | Alpecin-Fenix                      | + 10s    |
| 10. | Biniam Girmay      | Intermarché-Wanty-Gobert Matériaux | + 10s    |

### 2. ª etapa
Desde o começo da etapa, cinco homens se destacam do pelotão. Trata-se holandeses Taco van der Hoorn (Intermarché-Wanty-Gobert) e Sebastian Langeveld (EducationFirst), do Polaco Patryk Stosz (Equipa Polónia), do Kazakh Nikita Stalnov (Astana) e do Britânico Gabriel Cullaigh (Movistar). Esta fuga conta até 4 minutos de antemão ao pelotão e é apanhado no entanto a aproximadamente 80 quilómetros da chegada por três corredores, entre eles o Austríaco Lukas Pöstlberger (Bora Hansgrohe). Enquanto a separação com o pelotão reduz-se fortemente, o Austríaco isola-se em cabeça a uma trintena de quilómetros do termo numa porção em costa mas está apanhado e ultrapassado alguns quilómetros mais longe pelo eritreio Biniam Girmay (Intermarché-Wanty-Gobert), saído do pelotão. Girmay é apanhado no entanto pelo pelotão a 16 km da chegada numa agrupação geral. Na última subida que leva à chegada finda em Przemyśl, o português João Almeida (Deceuninck-QuickStep) se extrai do pelotão a 1 400 m da cimeira. Ainda de ser apanhado aos 400 metros pelo italiano Diego Ulissi (UAE), Almeida resiste e impõe-se de por pouca margem.
| \| Classificação por etapas \| Classificação por etapas \| Classificação por etapas \| Classificação por etapas \| Classificação por etapas \| \| Ciclista \| Ciclista \| Equipe \| Tempo \| \| \| ------------------------ \| ------------------------ \| ---------------------------------- \| ------------------------ \| ------------------------ \| \| 1. \| João Almeida \| Deceuninck-Quick Step \| 4h41m33s \| \| \| 2. \| Diego Ulissi \| UAE Team Emirates \| + 0s \| \| \| 3. \| Matej Mohorič \| Bahrain Victorious \| + 0s \| \| \| 4. \| Michał Kwiatkowski \| Ineos Grenadiers \| + 4s \| \| \| 5. \| Mikkel Honoré \| Deceuninck-Quick Step \| + 8s \| \| \| 6. \| Lorenzo Rota \| Intermarché-Wanty-Gobert Matériaux \| + 12s \| \| \| 7. \| Jai Hindley \| Team DSM \| + 12s \| \| \| 8. \| Giovanni Aleotti \| Bora-Hansgrohe \| + 12s \| \| \| 9. \| Dylan Teuns \| Bahrain Victorious \| + 12s \| \| \| 10. \| Tim Wellens \| Lotto-Soudal \| + 16s \| \| |                    |                                    |          |
| |                    |                                    |          |
| Fonte: ProCyclingStats |                    |                                    |          |
| Classificação por etapas |                    |                                    |          |
| Ciclista | Ciclista           | Equipe                             | Tempo    |
| 1. | João Almeida       | Deceuninck-Quick Step              | 4h41m33s |
| 2. | Diego Ulissi       | UAE Team Emirates                  | + 0s     |
| 3. | Matej Mohorič      | Bahrain Victorious                 | + 0s     |
| 4. | Michał Kwiatkowski | Ineos Grenadiers                   | + 4s     |
| 5. | Mikkel Honoré      | Deceuninck-Quick Step              | + 8s     |
| 6. | Lorenzo Rota       | Intermarché-Wanty-Gobert Matériaux | + 12s    |
| 7. | Jai Hindley        | Team DSM                           | + 12s    |
| 8. | Giovanni Aleotti   | Bora-Hansgrohe                     | + 12s    |
| 9. | Dylan Teuns        | Bahrain Victorious                 | + 12s    |
| 10. | Tim Wellens        | Lotto-Soudal                       | + 16s    |

| \| Classificação geral \| Classificação geral \| Classificação geral \| Classificação geral \| Classificação geral \| \| Ciclista \| Ciclista \| Equipe \| Tempo \| \| \| ------------------- \| ------------------- \| ---------------------------------- \| ------------------- \| ------------------- \| \| 1. \| João Almeida \| Deceuninck-Quick Step \| 9h42m47s \| \| \| 2. \| Matej Mohorič \| Bahrain Victorious \| + 4s \| \| \| 3. \| Diego Ulissi \| UAE Team Emirates \| + 4s \| \| \| 4. \| Michał Kwiatkowski \| Ineos Grenadiers \| + 11s \| \| \| 5. \| Mikkel Honoré \| Deceuninck-Quick Step \| + 18s \| \| \| 6. \| Dylan Teuns \| Bahrain Victorious \| + 22s \| \| \| 7. \| Lorenzo Rota \| Intermarché-Wanty-Gobert Matériaux \| + 22s \| \| \| 8. \| Jai Hindley \| Team DSM \| + 22s \| \| \| 9. \| Giovanni Aleotti \| Bora-Hansgrohe \| + 22s \| \| \| 10. \| Tim Wellens \| Lotto-Soudal \| + 26s \| \| |                    |                                    |          |
| |                    |                                    |          |
| Fonte: ProCyclingStats |                    |                                    |          |
| Classificação geral |                    |                                    |          |
| Ciclista | Ciclista           | Equipe                             | Tempo    |
| 1. | João Almeida       | Deceuninck-Quick Step              | 9h42m47s |
| 2. | Matej Mohorič      | Bahrain Victorious                 | + 4s     |
| 3. | Diego Ulissi       | UAE Team Emirates                  | + 4s     |
| 4. | Michał Kwiatkowski | Ineos Grenadiers                   | + 11s    |
| 5. | Mikkel Honoré      | Deceuninck-Quick Step              | + 18s    |
| 6. | Dylan Teuns        | Bahrain Victorious                 | + 22s    |
| 7. | Lorenzo Rota       | Intermarché-Wanty-Gobert Matériaux | + 22s    |
| 8. | Jai Hindley        | Team DSM                           | + 22s    |
| 9. | Giovanni Aleotti   | Bora-Hansgrohe                     | + 22s    |
| 10. | Tim Wellens        | Lotto-Soudal                       | + 26s    |

### 3. ª etapa
Desde os primeiros quilómetros desta longa etapa, um grupo de dez corredores faz a corrida em cabeça e conta um avanço máximo de 4 minutos ao pelotão. Neste grupo, o belga Lionel Taminiaux (Alpecin-Fenix), o holandês Taco van der Hoorn (Intermarché-Wanty-Gobert) e o australiano Simon Clarke (Qhubeka) que são os últimos a resistir ao regresso do pelotão que os retoma a 2 600 m do termo. Durante o sprint final, o jovem holandês Olav Kooij (Jumbo-Visma) é ultrapassado nos últimos metros pelo Colombiano Fernando Gaviria (UAE) que consegue a etapa.
| \| Classificação por etapas \| Classificação por etapas \| Classificação por etapas \| Classificação por etapas \| Classificação por etapas \| \| Ciclista \| Ciclista \| Equipe \| Tempo \| \| \| ------------------------ \| ------------------------ \| ------------------------ \| ------------------------ \| ------------------------ \| \| 1. \| Fernando Gaviria \| UAE Team Emirates \| 5h18m15s \| \| \| 2. \| Olav Kooij \| Jumbo-Visma \| + 0s \| \| \| 3. \| Phil Bauhaus \| Bahrain Victorious \| + 0s \| \| \| 4. \| Max Kanter \| Team DSM \| + 0s \| \| \| 5. \| Max Walscheid \| Qhubeka NextHash \| + 0s \| \| \| 6. \| Jonas Rickaert \| Alpecin-Fenix \| + 0s \| \| \| 7. \| Hugo Hofstetter \| Israel Start-Up Nation \| + 0s \| \| \| 8. \| Michaek Schwarzmann \| Bora-Hansgrohe \| + 0s \| \| \| 9. \| Michał Kwiatkowski \| Ineos Grenadiers \| + 0s \| \| \| 10. \| John Degenkolb \| Lotto-Soudal \| + 0s \| \| |                     |                        |          |
| |                     |                        |          |
| Fonte: ProCyclingStats |                     |                        |          |
| Classificação por etapas |                     |                        |          |
| Ciclista | Ciclista            | Equipe                 | Tempo    |
| 1. | Fernando Gaviria    | UAE Team Emirates      | 5h18m15s |
| 2. | Olav Kooij          | Jumbo-Visma            | + 0s     |
| 3. | Phil Bauhaus        | Bahrain Victorious     | + 0s     |
| 4. | Max Kanter          | Team DSM               | + 0s     |
| 5. | Max Walscheid       | Qhubeka NextHash       | + 0s     |
| 6. | Jonas Rickaert      | Alpecin-Fenix          | + 0s     |
| 7. | Hugo Hofstetter     | Israel Start-Up Nation | + 0s     |
| 8. | Michaek Schwarzmann | Bora-Hansgrohe         | + 0s     |
| 9. | Michał Kwiatkowski  | Ineos Grenadiers       | + 0s     |
| 10. | John Degenkolb      | Lotto-Soudal           | + 0s     |

| \| Classificação geral \| Classificação geral \| Classificação geral \| Classificação geral \| Classificação geral \| \| Ciclista \| Ciclista \| Equipe \| Tempo \| \| \| ------------------- \| ------------------- \| ---------------------------------- \| ------------------- \| ------------------- \| \| 1. \| João Almeida \| Deceuninck-Quick Step \| 15h01m02s \| \| \| 2. \| Diego Ulissi \| UAE Team Emirates \| + 4s \| \| \| 3. \| Matej Mohorič \| Bahrain Victorious \| + 4s \| \| \| 4. \| Michał Kwiatkowski \| Ineos Grenadiers \| + 11s \| \| \| 5. \| Mikkel Honoré \| Deceuninck-Quick Step \| + 18s \| \| \| 6. \| Dylan Teuns \| Bahrain Victorious \| + 22s \| \| \| 7. \| Lorenzo Rota \| Intermarché-Wanty-Gobert Matériaux \| + 22s \| \| \| 8. \| Jai Hindley \| Team DSM \| + 22s \| \| \| 9. \| Giovanni Aleotti \| Bora-Hansgrohe \| + 22s \| \| \| 10. \| Einer Rubio \| Movistar Team \| + 26s \| \| |                    |                                    |           |
| |                    |                                    |           |
| Fonte: ProCyclingStats |                    |                                    |           |
| Classificação geral |                    |                                    |           |
| Ciclista | Ciclista           | Equipe                             | Tempo     |
| 1. | João Almeida       | Deceuninck-Quick Step              | 15h01m02s |
| 2. | Diego Ulissi       | UAE Team Emirates                  | + 4s      |
| 3. | Matej Mohorič      | Bahrain Victorious                 | + 4s      |
| 4. | Michał Kwiatkowski | Ineos Grenadiers                   | + 11s     |
| 5. | Mikkel Honoré      | Deceuninck-Quick Step              | + 18s     |
| 6. | Dylan Teuns        | Bahrain Victorious                 | + 22s     |
| 7. | Lorenzo Rota       | Intermarché-Wanty-Gobert Matériaux | + 22s     |
| 8. | Jai Hindley        | Team DSM                           | + 22s     |
| 9. | Giovanni Aleotti   | Bora-Hansgrohe                     | + 22s     |
| 10. | Einer Rubio        | Movistar Team                      | + 26s     |

### 4. ª etapa
Os escapados estão composto de Marco Canola, Edward Theuns, Attila Valter e Larry Warbasse, têm até quatro minutos ao pelotão. Enquanto a separação reduziu-se Alexis Renard parte em perseguição numa subida e não é seguido mas não chega  a atingir os escapados. Attila Valter ataca Marco Canola antes a cimeira de Łapszanka; estão quase a ser apanhados pelo pelotão na descida. Rémi Cavagna e Mikkel Honoré fazem a subida para o final, Honoré resiste a menos de cinco centos metros da chegada.

### 1.ª etapa
| Lublin - Chełm | etapa escarpada | (216,4 km) |

| \| Classificação por etapas \| Classificação por etapas \| Classificação por etapas \| Classificação por etapas \| Classificação por etapas \| \| Ciclista \| Ciclista \| Equipe \| Tempo \| \| \| ------------------------ \| ------------------------ \| ---------------------------------- \| ------------------------ \| ------------------------ \| \| 1. \| Phil Bauhaus \| Bahrain Victorious \| 5h01m24s \| \| \| 2. \| Álvaro Hodeg \| Deceuninck-Quick Step \| + 0s \| \| \| 3. \| Hugo Hofstetter \| Israel Start-Up Nation \| + 0s \| \| \| 4. \| Edward Theuns \| Trek-Segafredo \| + 0s \| \| \| 5. \| David Dekker \| Jumbo-Visma \| + 0s \| \| \| 6. \| Dion Smith \| BikeExchange \| + 0s \| \| \| 7. \| Jonas Rickaert \| Alpecin-Fenix \| + 0s \| \| \| 8. \| Biniam Girmay \| Intermarché-Wanty-Gobert Matériaux \| + 0s \| \| \| 9. \| Matej Mohorič \| Bahrain Victorious \| + 0s \| \| \| 10. \| Michał Kwiatkowski \| Ineos Grenadiers \| + 0s \| \| |                    |                                    |          |
| |                    |                                    |          |
| Fonte: ProCyclingStats |                    |                                    |          |
| Classificação por etapas |                    |                                    |          |
| Ciclista | Ciclista           | Equipe                             | Tempo    |
| 1. | Phil Bauhaus       | Bahrain Victorious                 | 5h01m24s |
| 2. | Álvaro Hodeg       | Deceuninck-Quick Step              | + 0s     |
| 3. | Hugo Hofstetter    | Israel Start-Up Nation             | + 0s     |
| 4. | Edward Theuns      | Trek-Segafredo                     | + 0s     |
| 5. | David Dekker       | Jumbo-Visma                        | + 0s     |
| 6. | Dion Smith         | BikeExchange                       | + 0s     |
| 7. | Jonas Rickaert     | Alpecin-Fenix                      | + 0s     |
| 8. | Biniam Girmay      | Intermarché-Wanty-Gobert Matériaux | + 0s     |
| 9. | Matej Mohorič      | Bahrain Victorious                 | + 0s     |
| 10. | Michał Kwiatkowski | Ineos Grenadiers                   | + 0s     |

| \| Classificação geral \| Classificação geral \| Classificação geral \| Classificação geral \| Classificação geral \| \| Ciclista \| Ciclista \| Equipe \| Tempo \| \| \| ------------------- \| ------------------- \| ---------------------------------- \| ------------------- \| ------------------- \| \| 1. \| Phil Bauhaus \| Bahrain Victorious \| 5h01m14s \| \| \| 2. \| Álvaro Hodeg \| Deceuninck-Quick Step \| + 4s \| \| \| 3. \| Hugo Hofstetter \| Israel Start-Up Nation \| + 6s \| \| \| 4. \| Michał Kwiatkowski \| Ineos Grenadiers \| + 7s \| \| \| 5. \| Matej Mohorič \| Bahrain Victorious \| + 8s \| \| \| 6. \| Edward Theuns \| Trek-Segafredo \| + 10s \| \| \| 7. \| David Dekker \| Jumbo-Visma \| + 10s \| \| \| 8. \| Dion Smith \| BikeExchange \| + 10s \| \| \| 9. \| Jonas Rickaert \| Alpecin-Fenix \| + 10s \| \| \| 10. \| Biniam Girmay \| Intermarché-Wanty-Gobert Matériaux \| + 10s \| \| |                    |                                    |          |
| |                    |                                    |          |
| Fonte: ProCyclingStats |                    |                                    |          |
| Classificação geral |                    |                                    |          |
| Ciclista | Ciclista           | Equipe                             | Tempo    |
| 1. | Phil Bauhaus       | Bahrain Victorious                 | 5h01m14s |
| 2. | Álvaro Hodeg       | Deceuninck-Quick Step              | + 4s     |
| 3. | Hugo Hofstetter    | Israel Start-Up Nation             | + 6s     |
| 4. | Michał Kwiatkowski | Ineos Grenadiers                   | + 7s     |
| 5. | Matej Mohorič      | Bahrain Victorious                 | + 8s     |
| 6. | Edward Theuns      | Trek-Segafredo                     | + 10s    |
| 7. | David Dekker       | Jumbo-Visma                        | + 10s    |
| 8. | Dion Smith         | BikeExchange                       | + 10s    |
| 9. | Jonas Rickaert     | Alpecin-Fenix                      | + 10s    |
| 10. | Biniam Girmay      | Intermarché-Wanty-Gobert Matériaux | + 10s    |

### 2.ª etapa
| Zamość - Przemyśl | etapa escarpada | (200,8 km) |

| \| Classificação por etapas \| Classificação por etapas \| Classificação por etapas \| Classificação por etapas \| Classificação por etapas \| \| Ciclista \| Ciclista \| Equipe \| Tempo \| \| \| ------------------------ \| ------------------------ \| ---------------------------------- \| ------------------------ \| ------------------------ \| \| 1. \| João Almeida \| Deceuninck-Quick Step \| 4h41m33s \| \| \| 2. \| Diego Ulissi \| UAE Team Emirates \| + 0s \| \| \| 3. \| Matej Mohorič \| Bahrain Victorious \| + 0s \| \| \| 4. \| Michał Kwiatkowski \| Ineos Grenadiers \| + 4s \| \| \| 5. \| Mikkel Honoré \| Deceuninck-Quick Step \| + 8s \| \| \| 6. \| Lorenzo Rota \| Intermarché-Wanty-Gobert Matériaux \| + 12s \| \| \| 7. \| Jai Hindley \| Team DSM \| + 12s \| \| \| 8. \| Giovanni Aleotti \| Bora-Hansgrohe \| + 12s \| \| \| 9. \| Dylan Teuns \| Bahrain Victorious \| + 12s \| \| \| 10. \| Tim Wellens \| Lotto-Soudal \| + 16s \| \| |                    |                                    |          |
| |                    |                                    |          |
| Fonte: ProCyclingStats |                    |                                    |          |
| Classificação por etapas |                    |                                    |          |
| Ciclista | Ciclista           | Equipe                             | Tempo    |
| 1. | João Almeida       | Deceuninck-Quick Step              | 4h41m33s |
| 2. | Diego Ulissi       | UAE Team Emirates                  | + 0s     |
| 3. | Matej Mohorič      | Bahrain Victorious                 | + 0s     |
| 4. | Michał Kwiatkowski | Ineos Grenadiers                   | + 4s     |
| 5. | Mikkel Honoré      | Deceuninck-Quick Step              | + 8s     |
| 6. | Lorenzo Rota       | Intermarché-Wanty-Gobert Matériaux | + 12s    |
| 7. | Jai Hindley        | Team DSM                           | + 12s    |
| 8. | Giovanni Aleotti   | Bora-Hansgrohe                     | + 12s    |
| 9. | Dylan Teuns        | Bahrain Victorious                 | + 12s    |
| 10. | Tim Wellens        | Lotto-Soudal                       | + 16s    |

| \| Classificação geral \| Classificação geral \| Classificação geral \| Classificação geral \| Classificação geral \| \| Ciclista \| Ciclista \| Equipe \| Tempo \| \| \| ------------------- \| ------------------- \| ---------------------------------- \| ------------------- \| ------------------- \| \| 1. \| João Almeida \| Deceuninck-Quick Step \| 9h42m47s \| \| \| 2. \| Matej Mohorič \| Bahrain Victorious \| + 4s \| \| \| 3. \| Diego Ulissi \| UAE Team Emirates \| + 4s \| \| \| 4. \| Michał Kwiatkowski \| Ineos Grenadiers \| + 11s \| \| \| 5. \| Mikkel Honoré \| Deceuninck-Quick Step \| + 18s \| \| \| 6. \| Dylan Teuns \| Bahrain Victorious \| + 22s \| \| \| 7. \| Lorenzo Rota \| Intermarché-Wanty-Gobert Matériaux \| + 22s \| \| \| 8. \| Jai Hindley \| Team DSM \| + 22s \| \| \| 9. \| Giovanni Aleotti \| Bora-Hansgrohe \| + 22s \| \| \| 10. \| Tim Wellens \| Lotto-Soudal \| + 26s \| \| |                    |                                    |          |
| |                    |                                    |          |
| Fonte: ProCyclingStats |                    |                                    |          |
| Classificação geral |                    |                                    |          |
| Ciclista | Ciclista           | Equipe                             | Tempo    |
| 1. | João Almeida       | Deceuninck-Quick Step              | 9h42m47s |
| 2. | Matej Mohorič      | Bahrain Victorious                 | + 4s     |
| 3. | Diego Ulissi       | UAE Team Emirates                  | + 4s     |
| 4. | Michał Kwiatkowski | Ineos Grenadiers                   | + 11s    |
| 5. | Mikkel Honoré      | Deceuninck-Quick Step              | + 18s    |
| 6. | Dylan Teuns        | Bahrain Victorious                 | + 22s    |
| 7. | Lorenzo Rota       | Intermarché-Wanty-Gobert Matériaux | + 22s    |
| 8. | Jai Hindley        | Team DSM                           | + 22s    |
| 9. | Giovanni Aleotti   | Bora-Hansgrohe                     | + 22s    |
| 10. | Tim Wellens        | Lotto-Soudal                       | + 26s    |

### 3.ª etapa
| Sanok - Rzeszów | média montanha | (226,4 km) |

| \| Classificação por etapas \| Classificação por etapas \| Classificação por etapas \| Classificação por etapas \| Classificação por etapas \| \| Ciclista \| Ciclista \| Equipe \| Tempo \| \| \| ------------------------ \| ------------------------ \| ------------------------ \| ------------------------ \| ------------------------ \| \| 1. \| Fernando Gaviria \| UAE Team Emirates \| 5h18m15s \| \| \| 2. \| Olav Kooij \| Jumbo-Visma \| + 0s \| \| \| 3. \| Phil Bauhaus \| Bahrain Victorious \| + 0s \| \| \| 4. \| Max Kanter \| Team DSM \| + 0s \| \| \| 5. \| Max Walscheid \| Qhubeka NextHash \| + 0s \| \| \| 6. \| Jonas Rickaert \| Alpecin-Fenix \| + 0s \| \| \| 7. \| Hugo Hofstetter \| Israel Start-Up Nation \| + 0s \| \| \| 8. \| Michaek Schwarzmann \| Bora-Hansgrohe \| + 0s \| \| \| 9. \| Michał Kwiatkowski \| Ineos Grenadiers \| + 0s \| \| \| 10. \| John Degenkolb \| Lotto-Soudal \| + 0s \| \| |                     |                        |          |
| |                     |                        |          |
| Fonte: ProCyclingStats |                     |                        |          |
| Classificação por etapas |                     |                        |          |
| Ciclista | Ciclista            | Equipe                 | Tempo    |
| 1. | Fernando Gaviria    | UAE Team Emirates      | 5h18m15s |
| 2. | Olav Kooij          | Jumbo-Visma            | + 0s     |
| 3. | Phil Bauhaus        | Bahrain Victorious     | + 0s     |
| 4. | Max Kanter          | Team DSM               | + 0s     |
| 5. | Max Walscheid       | Qhubeka NextHash       | + 0s     |
| 6. | Jonas Rickaert      | Alpecin-Fenix          | + 0s     |
| 7. | Hugo Hofstetter     | Israel Start-Up Nation | + 0s     |
| 8. | Michaek Schwarzmann | Bora-Hansgrohe         | + 0s     |
| 9. | Michał Kwiatkowski  | Ineos Grenadiers       | + 0s     |
| 10. | John Degenkolb      | Lotto-Soudal           | + 0s     |

| \| Classificação geral \| Classificação geral \| Classificação geral \| Classificação geral \| Classificação geral \| \| Ciclista \| Ciclista \| Equipe \| Tempo \| \| \| ------------------- \| ------------------- \| ---------------------------------- \| ------------------- \| ------------------- \| \| 1. \| João Almeida \| Deceuninck-Quick Step \| 15h01m02s \| \| \| 2. \| Diego Ulissi \| UAE Team Emirates \| + 4s \| \| \| 3. \| Matej Mohorič \| Bahrain Victorious \| + 4s \| \| \| 4. \| Michał Kwiatkowski \| Ineos Grenadiers \| + 11s \| \| \| 5. \| Mikkel Honoré \| Deceuninck-Quick Step \| + 18s \| \| \| 6. \| Dylan Teuns \| Bahrain Victorious \| + 22s \| \| \| 7. \| Lorenzo Rota \| Intermarché-Wanty-Gobert Matériaux \| + 22s \| \| \| 8. \| Jai Hindley \| Team DSM \| + 22s \| \| \| 9. \| Giovanni Aleotti \| Bora-Hansgrohe \| + 22s \| \| \| 10. \| Einer Rubio \| Movistar Team \| + 26s \| \| |                    |                                    |           |
| |                    |                                    |           |
| Fonte: ProCyclingStats |                    |                                    |           |
| Classificação geral |                    |                                    |           |
| Ciclista | Ciclista           | Equipe                             | Tempo     |
| 1. | João Almeida       | Deceuninck-Quick Step              | 15h01m02s |
| 2. | Diego Ulissi       | UAE Team Emirates                  | + 4s      |
| 3. | Matej Mohorič      | Bahrain Victorious                 | + 4s      |
| 4. | Michał Kwiatkowski | Ineos Grenadiers                   | + 11s     |
| 5. | Mikkel Honoré      | Deceuninck-Quick Step              | + 18s     |
| 6. | Dylan Teuns        | Bahrain Victorious                 | + 22s     |
| 7. | Lorenzo Rota       | Intermarché-Wanty-Gobert Matériaux | + 22s     |
| 8. | Jai Hindley        | Team DSM                           | + 22s     |
| 9. | Giovanni Aleotti   | Bora-Hansgrohe                     | + 22s     |
| 10. | Einer Rubio        | Movistar Team                      | + 26s     |

### 4.ª etapa
| Tarnów - Bukowina Tatrzańska | etapa escarpada | (159,9 km) |

| \| Classificação por etapas \| Classificação por etapas \| Classificação por etapas \| Classificação por etapas \| Classificação por etapas \| \| Ciclista \| Ciclista \| Equipe \| Tempo \| \| \| ------------------------ \| ------------------------ \| ---------------------------------- \| ------------------------ \| ------------------------ \| \| 1. \| João Almeida \| Deceuninck-Quick Step \| 3h51m32s \| \| \| 2. \| Matej Mohorič \| Bahrain Victorious \| + 0s \| \| \| 3. \| Andrea Vendrame \| AG2R Citroën Team \| + 0s \| \| \| 4. \| Michał Kwiatkowski \| Ineos Grenadiers \| + 0s \| \| \| 5. \| Dion Smith \| BikeExchange \| + 0s \| \| \| 6. \| Jai Hindley \| Team DSM \| + 0s \| \| \| 7. \| Ben Tulett \| Alpecin-Fenix \| + 0s \| \| \| 8. \| Diego Ulissi \| UAE Team Emirates \| + 0s \| \| \| 9. \| Antonio Tiberi \| Trek-Segafredo \| + 0s \| \| \| 10. \| Quinten Hermans \| Intermarché-Wanty-Gobert Matériaux \| + 0s \| \| |                    |                                    |          |
| |                    |                                    |          |
| Fonte: ProCyclingStats |                    |                                    |          |
| Classificação por etapas |                    |                                    |          |
| Ciclista | Ciclista           | Equipe                             | Tempo    |
| 1. | João Almeida       | Deceuninck-Quick Step              | 3h51m32s |
| 2. | Matej Mohorič      | Bahrain Victorious                 | + 0s     |
| 3. | Andrea Vendrame    | AG2R Citroën Team                  | + 0s     |
| 4. | Michał Kwiatkowski | Ineos Grenadiers                   | + 0s     |
| 5. | Dion Smith         | BikeExchange                       | + 0s     |
| 6. | Jai Hindley        | Team DSM                           | + 0s     |
| 7. | Ben Tulett         | Alpecin-Fenix                      | + 0s     |
| 8. | Diego Ulissi       | UAE Team Emirates                  | + 0s     |
| 9. | Antonio Tiberi     | Trek-Segafredo                     | + 0s     |
| 10. | Quinten Hermans    | Intermarché-Wanty-Gobert Matériaux | + 0s     |

| \| Classificação geral \| Classificação geral \| Classificação geral \| Classificação geral \| Classificação geral \| \| Ciclista \| Ciclista \| Equipe \| Tempo \| \| \| ------------------- \| ------------------- \| ---------------------------------- \| ------------------- \| ------------------- \| \| 1. \| João Almeida \| Deceuninck-Quick Step \| 18h52m24s \| \| \| 2. \| Matej Mohorič \| Bahrain Victorious \| + 8s \| \| \| 3. \| Diego Ulissi \| UAE Team Emirates \| + 14s \| \| \| 4. \| Michał Kwiatkowski \| Ineos Grenadiers \| + 21s \| \| \| 5. \| Jai Hindley \| Team DSM \| + 32s \| \| \| 6. \| Dylan Teuns \| Bahrain Victorious \| + 32s \| \| \| 7. \| Lorenzo Rota \| Intermarché-Wanty-Gobert Matériaux \| + 32s \| \| \| 8. \| Giovanni Aleotti \| Bora-Hansgrohe \| + 32s \| \| \| 9. \| Einer Rubio \| Movistar Team \| + 36s \| \| \| 10. \| Tim Wellens \| Lotto-Soudal \| + 36s \| \| |                    |                                    |           |
| |                    |                                    |           |
| Fonte: ProCyclingStats |                    |                                    |           |
| Classificação geral |                    |                                    |           |
| Ciclista | Ciclista           | Equipe                             | Tempo     |
| 1. | João Almeida       | Deceuninck-Quick Step              | 18h52m24s |
| 2. | Matej Mohorič      | Bahrain Victorious                 | + 8s      |
| 3. | Diego Ulissi       | UAE Team Emirates                  | + 14s     |
| 4. | Michał Kwiatkowski | Ineos Grenadiers                   | + 21s     |
| 5. | Jai Hindley        | Team DSM                           | + 32s     |
| 6. | Dylan Teuns        | Bahrain Victorious                 | + 32s     |
| 7. | Lorenzo Rota       | Intermarché-Wanty-Gobert Matériaux | + 32s     |
| 8. | Giovanni Aleotti   | Bora-Hansgrohe                     | + 32s     |
| 9. | Einer Rubio        | Movistar Team                      | + 36s     |
| 10. | Tim Wellens        | Lotto-Soudal                       | + 36s     |

### 5.ª etapa
| Chochołów - Bielsko-Biała | etapa escarpada | (172,8 km) |

| \| Classificação por etapas \| Classificação por etapas \| Classificação por etapas \| Classificação por etapas \| Classificação por etapas \| \| Ciclista \| Ciclista \| Equipe \| Tempo \| \| \| ------------------------ \| ------------------------ \| ---------------------------------- \| ------------------------ \| ------------------------ \| \| 1. \| Nikias Arndt \| Team DSM \| 4h02m20s \| \| \| 2. \| Matej Mohorič \| Bahrain Victorious \| + 0s \| \| \| 3. \| Stefano Oldani \| Lotto-Soudal \| + 0s \| \| \| 4. \| João Almeida \| Deceuninck-Quick Step \| + 0s \| \| \| 5. \| Diego Ulissi \| UAE Team Emirates \| + 0s \| \| \| 6. \| Quinten Hermans \| Intermarché-Wanty-Gobert Matériaux \| + 0s \| \| \| 7. \| David Dekker \| Jumbo-Visma \| + 0s \| \| \| 8. \| Jake Stewart \| Groupama-FDJ \| + 0s \| \| \| 9. \| Andrea Vendrame \| AG2R Citroën Team \| + 0s \| \| \| 10. \| Mikkel Honoré \| Deceuninck-Quick Step \| + 0s \| \| |                 |                                    |          |
| |                 |                                    |          |
| Fonte: ProCyclingStats |                 |                                    |          |
| Classificação por etapas |                 |                                    |          |
| Ciclista | Ciclista        | Equipe                             | Tempo    |
| 1. | Nikias Arndt    | Team DSM                           | 4h02m20s |
| 2. | Matej Mohorič   | Bahrain Victorious                 | + 0s     |
| 3. | Stefano Oldani  | Lotto-Soudal                       | + 0s     |
| 4. | João Almeida    | Deceuninck-Quick Step              | + 0s     |
| 5. | Diego Ulissi    | UAE Team Emirates                  | + 0s     |
| 6. | Quinten Hermans | Intermarché-Wanty-Gobert Matériaux | + 0s     |
| 7. | David Dekker    | Jumbo-Visma                        | + 0s     |
| 8. | Jake Stewart    | Groupama-FDJ                       | + 0s     |
| 9. | Andrea Vendrame | AG2R Citroën Team                  | + 0s     |
| 10. | Mikkel Honoré   | Deceuninck-Quick Step              | + 0s     |

| \| Classificação geral \| Classificação geral \| Classificação geral \| Classificação geral \| Classificação geral \| \| Ciclista \| Ciclista \| Equipe \| Tempo \| \| \| ------------------- \| ------------------- \| ---------------------------------- \| ------------------- \| ------------------- \| \| 1. \| João Almeida \| Deceuninck-Quick Step \| 22h54m44s \| \| \| 2. \| Matej Mohorič \| Bahrain Victorious \| + 2s \| \| \| 3. \| Diego Ulissi \| UAE Team Emirates \| + 14s \| \| \| 4. \| Michał Kwiatkowski \| Ineos Grenadiers \| + 21s \| \| \| 5. \| Lorenzo Rota \| Intermarché-Wanty-Gobert Matériaux \| + 32s \| \| \| 6. \| Giovanni Aleotti \| Bora-Hansgrohe \| + 32s \| \| \| 7. \| Dylan Teuns \| Bahrain Victorious \| + 32s \| \| \| 8. \| Einer Rubio \| Movistar Team \| + 36s \| \| \| 9. \| Tim Wellens \| Lotto-Soudal \| + 36s \| \| \| 10. \| Mikkel Honoré \| Deceuninck-Quick Step \| + 37s \| \| |                    |                                    |           |
| |                    |                                    |           |
| Fonte: ProCyclingStats |                    |                                    |           |
| Classificação geral |                    |                                    |           |
| Ciclista | Ciclista           | Equipe                             | Tempo     |
| 1. | João Almeida       | Deceuninck-Quick Step              | 22h54m44s |
| 2. | Matej Mohorič      | Bahrain Victorious                 | + 2s      |
| 3. | Diego Ulissi       | UAE Team Emirates                  | + 14s     |
| 4. | Michał Kwiatkowski | Ineos Grenadiers                   | + 21s     |
| 5. | Lorenzo Rota       | Intermarché-Wanty-Gobert Matériaux | + 32s     |
| 6. | Giovanni Aleotti   | Bora-Hansgrohe                     | + 32s     |
| 7. | Dylan Teuns        | Bahrain Victorious                 | + 32s     |
| 8. | Einer Rubio        | Movistar Team                      | + 36s     |
| 9. | Tim Wellens        | Lotto-Soudal                       | + 36s     |
| 10. | Mikkel Honoré      | Deceuninck-Quick Step              | + 37s     |

### 6.ª etapa
| Katowice - Katowice | contrarrelógio individual | (19,1 km) |

| \| Classificação por etapas \| Classificação por etapas \| Classificação por etapas \| Classificação por etapas \| Classificação por etapas \| \| Ciclista \| Ciclista \| Equipe \| Tempo \| \| \| ------------------------ \| ------------------------ \| ------------------------ \| ------------------------ \| ------------------------ \| \| 1. \| Rémi Cavagna \| Deceuninck-Quick Step \| 22m11s \| \| \| 2. \| João Almeida \| Deceuninck-Quick Step \| + 13s \| \| \| 3. \| Maciej Bodnar \| Bora-Hansgrohe \| + 16s \| \| \| 4. \| Mikkel Bjerg \| UAE Team Emirates \| + 18s \| \| \| 5. \| Michał Kwiatkowski \| Ineos Grenadiers \| + 18s \| \| \| 6. \| Max Walscheid \| Qhubeka NextHash \| + 21s \| \| \| 7. \| Nikias Arndt \| Team DSM \| + 27s \| \| \| 8. \| Mikkel Honoré \| Deceuninck-Quick Step \| + 28s \| \| \| 9. \| Matej Mohorič \| Bahrain Victorious \| + 31s \| \| \| 10. \| Matthias Brändle \| Israel Start-Up Nation \| + 32s \| \| |                    |                        |        |
| |                    |                        |        |
| Fonte: ProCyclingStats |                    |                        |        |
| Classificação por etapas |                    |                        |        |
| Ciclista | Ciclista           | Equipe                 | Tempo  |
| 1. | Rémi Cavagna       | Deceuninck-Quick Step  | 22m11s |
| 2. | João Almeida       | Deceuninck-Quick Step  | + 13s  |
| 3. | Maciej Bodnar      | Bora-Hansgrohe         | + 16s  |
| 4. | Mikkel Bjerg       | UAE Team Emirates      | + 18s  |
| 5. | Michał Kwiatkowski | Ineos Grenadiers       | + 18s  |
| 6. | Max Walscheid      | Qhubeka NextHash       | + 21s  |
| 7. | Nikias Arndt       | Team DSM               | + 27s  |
| 8. | Mikkel Honoré      | Deceuninck-Quick Step  | + 28s  |
| 9. | Matej Mohorič      | Bahrain Victorious     | + 31s  |
| 10. | Matthias Brändle   | Israel Start-Up Nation | + 32s  |

| \| Classificação geral \| Classificação geral \| Classificação geral \| Classificação geral \| Classificação geral \| \| Ciclista \| Ciclista \| Equipe \| Tempo \| \| \| ------------------- \| ------------------- \| --------------------- \| ------------------- \| ------------------- \| \| 1. \| João Almeida \| Deceuninck-Quick Step \| 23h17m07s \| \| \| 2. \| Matej Mohorič \| Bahrain Victorious \| + 20s \| \| \| 3. \| Michał Kwiatkowski \| Ineos Grenadiers \| + 27s \| \| \| 4. \| Diego Ulissi \| UAE Team Emirates \| + 37s \| \| \| 5. \| Mikkel Honoré \| Deceuninck-Quick Step \| + 53s \| \| \| 6. \| Tim Wellens \| Lotto-Soudal \| + 57s \| \| \| 7. \| Jai Hindley \| Team DSM \| + 1m06s \| \| \| 8. \| Dylan Teuns \| Bahrain Victorious \| + 1m25s \| \| \| 9. \| Ben Tulett \| Alpecin-Fenix \| + 1m28s \| \| \| 10. \| Pascal Eenkhoorn \| Jumbo-Visma \| + 1m30s \| \| |                    |                       |           |
| |                    |                       |           |
| Fonte: ProCyclingStats |                    |                       |           |
| Classificação geral |                    |                       |           |
| Ciclista | Ciclista           | Equipe                | Tempo     |
| 1. | João Almeida       | Deceuninck-Quick Step | 23h17m07s |
| 2. | Matej Mohorič      | Bahrain Victorious    | + 20s     |
| 3. | Michał Kwiatkowski | Ineos Grenadiers      | + 27s     |
| 4. | Diego Ulissi       | UAE Team Emirates     | + 37s     |
| 5. | Mikkel Honoré      | Deceuninck-Quick Step | + 53s     |
| 6. | Tim Wellens        | Lotto-Soudal          | + 57s     |
| 7. | Jai Hindley        | Team DSM              | + 1m06s   |
| 8. | Dylan Teuns        | Bahrain Victorious    | + 1m25s   |
| 9. | Ben Tulett         | Alpecin-Fenix         | + 1m28s   |
| 10. | Pascal Eenkhoorn   | Jumbo-Visma           | + 1m30s   |

### 7.ª etapa
| Zabrze - Cracóvia | etapa plana | (145,1 km) |

| \| Classificação por etapas \| Classificação por etapas \| Classificação por etapas \| Classificação por etapas \| Classificação por etapas \| \| Ciclista \| Ciclista \| Equipe \| Tempo \| \| \| ------------------------ \| ------------------------ \| ------------------------ \| ------------------------ \| ------------------------ \| \| 1. \| Julius van den Berg \| EF Education-Nippo \| 2h58m46s \| \| \| 2. \| Alexis Renard \| Israel Start-Up Nation \| + 0s \| \| \| 3. \| Matteo Jorgenson \| Movistar Team \| + 0s \| \| \| 4. \| Gianni Moscon \| Ineos Grenadiers \| + 0s \| \| \| 5. \| Álvaro Hodeg \| Deceuninck-Quick Step \| + 3s \| \| \| 6. \| Fernando Gaviria \| UAE Team Emirates \| + 3s \| \| \| 7. \| Olav Kooij \| Jumbo-Visma \| + 3s \| \| \| 8. \| John Degenkolb \| Lotto-Soudal \| + 3s \| \| \| 9. \| Phil Bauhaus \| Bahrain Victorious \| + 3s \| \| \| 10. \| Lionel Taminiaux \| Alpecin-Fenix \| + 3s \| \| |                     |                        |          |
| |                     |                        |          |
| Fonte: ProCyclingStats |                     |                        |          |
| Classificação por etapas |                     |                        |          |
| Ciclista | Ciclista            | Equipe                 | Tempo    |
| 1. | Julius van den Berg | EF Education-Nippo     | 2h58m46s |
| 2. | Alexis Renard       | Israel Start-Up Nation | + 0s     |
| 3. | Matteo Jorgenson    | Movistar Team          | + 0s     |
| 4. | Gianni Moscon       | Ineos Grenadiers       | + 0s     |
| 5. | Álvaro Hodeg        | Deceuninck-Quick Step  | + 3s     |
| 6. | Fernando Gaviria    | UAE Team Emirates      | + 3s     |
| 7. | Olav Kooij          | Jumbo-Visma            | + 3s     |
| 8. | John Degenkolb      | Lotto-Soudal           | + 3s     |
| 9. | Phil Bauhaus        | Bahrain Victorious     | + 3s     |
| 10. | Lionel Taminiaux    | Alpecin-Fenix          | + 3s     |

## Classificações finais
- As classificações finalizaram da seguinte forma:[3]

### Classificação geral
| \| Classificação geral \| Classificação geral \| Classificação geral \| Classificação geral \| Classificação geral \| \| Ciclista \| Ciclista \| Equipe \| Tempo \| \| \| ------------------- \| ------------------- \| --------------------- \| ------------------- \| ------------------- \| \| 1. \| João Almeida \| Deceuninck-Quick Step \| 26h15m53s \| \| \| 2. \| Matej Mohorič \| Bahrain Victorious \| + 20s \| \| \| 3. \| Michał Kwiatkowski \| Ineos Grenadiers \| + 27s \| \| \| 4. \| Diego Ulissi \| UAE Team Emirates \| + 37s \| \| \| 5. \| Mikkel Honoré \| Deceuninck-Quick Step \| + 53s \| \| \| 6. \| Tim Wellens \| Lotto-Soudal \| + 57s \| \| \| 7. \| Jai Hindley \| Team DSM \| + 1m06s \| \| \| 8. \| Dylan Teuns \| Bahrain Victorious \| + 1m25s \| \| \| 9. \| Ben Tulett \| Alpecin-Fenix \| + 1m28s \| \| \| 10. \| Pascal Eenkhoorn \| Jumbo-Visma \| + 1m30s \| \| |                    |                       |           |
| |                    |                       |           |
| Fonte: ProCyclingStats |                    |                       |           |
| Classificação geral |                    |                       |           |
| Ciclista | Ciclista           | Equipe                | Tempo     |
| 1. | João Almeida       | Deceuninck-Quick Step | 26h15m53s |
| 2. | Matej Mohorič      | Bahrain Victorious    | + 20s     |
| 3. | Michał Kwiatkowski | Ineos Grenadiers      | + 27s     |
| 4. | Diego Ulissi       | UAE Team Emirates     | + 37s     |
| 5. | Mikkel Honoré      | Deceuninck-Quick Step | + 53s     |
| 6. | Tim Wellens        | Lotto-Soudal          | + 57s     |
| 7. | Jai Hindley        | Team DSM              | + 1m06s   |
| 8. | Dylan Teuns        | Bahrain Victorious    | + 1m25s   |
| 9. | Ben Tulett         | Alpecin-Fenix         | + 1m28s   |
| 10. | Pascal Eenkhoorn   | Jumbo-Visma           | + 1m30s   |

### Classificação por pontos
| Classificação por pontos | Classificação por pontos | Classificação por pontos | Classificação por pontos | Classificação por pontos |
| Ciclista                 | Ciclista                 | Equipe                   | Pontos                   |                          |
| ------------------------ | ------------------------ | ------------------------ | ------------------------ | ------------------------ |
| 1.                       | João Almeida             | Deceuninck-Quick Step    | 84 pts                   |                          |
| 2.                       | Michał Kwiatkowski       | Ineos Grenadiers         | 83 pts                   |                          |
| 3.                       | Matej Mohorič            | Bahrain Victorious       | 80 pts                   |                          |
| 4.                       | Diego Ulissi             | UAE Team Emirates        | 69 pts                   |                          |
| 5.                       | Phil Bauhaus             | Bahrain Victorious       | 50 pts                   |                          |
| 6.                       | Mikkel Honoré            | Deceuninck-Quick Step    | 47 pts                   |                          |
| 7.                       | Hugo Hofstetter          | Israel Start-Up Nation   | 42 pts                   |                          |
| 8.                       | Dion Smith               | BikeExchange             | 38 pts                   |                          |
| 9.                       | Tim Wellens              | Lotto-Soudal             | 36 pts                   |                          |
| 10.                      | David Dekker             | Jumbo-Visma              | 36 pts                   |                          |

### Classificação da montanha
| Classificação da montanha | Classificação da montanha | Classificação da montanha | Classificação da montanha | Classificação da montanha |
| Ciclista                  | Ciclista                  | Equipe                    | Pontos                    |                           |
| ------------------------- | ------------------------- | ------------------------- | ------------------------- | ------------------------- |
| 1.                        | Łukasz Owsian             | Polónia                   | 50 pts                    |                           |
| 2.                        | Emīls Liepiņš             | Trek-Segafredo            | 30 pts                    |                           |
| 3.                        | Jonas Rickaert            | Alpecin-Fenix             | 22 pts                    |                           |
| 4.                        | Daniel Arroyave Cañas     | EF Education-Nippo        | 22 pts                    |                           |
| 5.                        | Yevgeniy Fedorov          | Astana-Premier Tech       | 9 pts                     |                           |
| 6.                        | Michał Paluta             | Global 6 Cycling          | 8 pts                     |                           |
| 7.                        | Attila Valter             | Groupama-FDJ              | 6 pts                     |                           |
| 8.                        | Lukas Pöstlberger         | Bora-Hansgrohe            | 5 pts                     |                           |
| 9.                        | Filippo Conca             | Lotto-Soudal              | 5 pts                     |                           |
| 10.                       | Marco Canola              | Gazprom-RusVelo           | 5 pts                     |                           |

### Classificação da combatividade
| Classificação da combatividade | Classificação da combatividade | Classificação da combatividade     | Classificação da combatividade | Classificação da combatividade |
| Ciclista                       | Ciclista                       | Equipe                             | Pontos                         |                                |
| ------------------------------ | ------------------------------ | ---------------------------------- | ------------------------------ | ------------------------------ |
| 1.                             | Taco van der Hoorn             | Intermarché-Wanty-Gobert Matériaux | 14 pts                         |                                |
| 2.                             | Yevgeniy Fedorov               | Astana-Premier Tech                | 6 pts                          |                                |
| 3.                             | Edward Theuns                  | Trek-Segafredo                     | 5 pts                          |                                |
| 4.                             | Daniel Arroyave Cañas          | EF Education-Nippo                 | 4 pts                          |                                |
| 5.                             | Gabriel Cullaigh               | Movistar Team                      | 4 pts                          |                                |
| 6.                             | Michał Paluta                  | Polónia                            | 4 pts                          |                                |
| 7.                             | Michał Kwiatkowski             | Ineos Grenadiers                   | 3 pts                          |                                |
| 8.                             | Quinten Hermans                | Intermarché-Wanty-Gobert Matériaux | 3 pts                          |                                |
| 9.                             | Julius van den Berg            | EF Education-Nippo                 | 3 pts                          |                                |
| 10.                            | Norman Vahtra                  | Israel Start-Up Nation             | 3 pts                          |                                |

### Classificação por equipas
| Classificação por equipes | Classificação por equipes          | Classificação por equipes | Classificação por equipes |
| Equipe                    | Equipe                             | Tempo                     |                           |
| ------------------------- | ---------------------------------- | ------------------------- | ------------------------- |
| 1.                        | Deceuninck-Quick Step              | 78h51m42s                 |                           |
| 2.                        | Alpecin-Fenix                      | + 1m52s                   |                           |
| 3.                        | Intermarché-Wanty-Gobert Matériaux | + 2m20s                   |                           |
| 4.                        | Lotto Soudal                       | + 2m21s                   |                           |
| 5.                        | AG2R La Mondiale                   | + 3m06s                   |                           |
| 6.                        | Team BikeExchange                  | + 3m06s                   |                           |
| 7.                        | Movistar Team                      | + 6m14s                   |                           |
| 8.                        | Jumbo-Visma                        | + 7m30s                   |                           |
| 9.                        | Astana-Premier Tech                | + 7m55s                   |                           |
| 10.                       | Team DSM                           | + 9m59s                   |                           |

## Evolução das classificações
| Etapa                 | Vencedor              | Classificação geral | Classificação por pontos | Classificação da montanha | Classificação da combatividad | Classificação por equipas          |
| --------------------- | --------------------- | ------------------- | ------------------------ | ------------------------- | ----------------------------- | ---------------------------------- |
| 1.ª                   | Phil Bauhaus          | Phil Bauhaus        | Phil Bauhaus             | Michał Paluta             | Yevgeniy Fedorov              | Bahrain Victorious                 |
| 2.ª                   | João Almeida          | João Almeida        | Matej Mohorič            | Michał Paluta             | Yevgeniy Fedorov              | Intermarché-Wanty-Gobert Matériaux |
| 3.ª                   | Fernando Gaviria      | João Almeida        | Michał Kwiatkowski       | Łukasz Owsian             | Taco van der Hoorn            | Intermarché-Wanty-Gobert Matériaux |
| 4.ª                   | João Almeida          | João Almeida        | Michał Kwiatkowski       | Łukasz Owsian             | Taco van der Hoorn            | Intermarché-Wanty-Gobert Matériaux |
| 5.ª                   | Nikias Arndt          | João Almeida        | Matej Mohorič            | Łukasz Owsian             | Taco van der Hoorn            | Intermarché-Wanty-Gobert Matériaux |
| 6.ª                   | Rémi Cavagna          | João Almeida        | João Almeida             | Łukasz Owsian             | Taco van der Hoorn            | Deceuninck-Quick Step              |
| 7.ª                   | Julius van den Berg   | João Almeida        | João Almeida             | Łukasz Owsian             | Taco van der Hoorn            | Deceuninck-Quick Step              |
| Classificações finais | Classificações finais | João Almeida        | João Almeida             | Łukasz Owsian             | Taco van der Hoorn            | Deceuninck-Quick Step              |

## Ciclistas participantes e posições finais
| Deceuninck-Quick Step DQT | Deceuninck-Quick Step DQT    | Deceuninck-Quick Step DQT |
| ------------------------- | ---------------------------- | ------------------------- |
| Num                       | Ciclista                     | Pos                       |
| 1                         | João Almeida (POR) (CRI)     | 1.                        |
| 2                         | Rémi Cavagna (FRA) (estrada) | 34.                       |
| 3                         | Tim Declercq (BEL)           | 44.                       |
| 4                         | Ian Garrison (USA)           | 138.                      |
| 5                         | Álvaro Hodeg (COL)           | 127.                      |
| 6                         | Mikkel Honoré (DEN)          | 5.                        |
| 7                         | Stijn Steels (BEL)           | 139.                      |

| AG2R Citroën Team ACT | AG2R Citroën Team ACT | AG2R Citroën Team ACT |
| --------------------- | --------------------- | --------------------- |
| Num                   | Ciclista              | Pos                   |
| 11                    | Tony Gallopin (FRA)   | 16.                   |
| 12                    | Clément Berthet (FRA) | 14.                   |
| 13                    | Anthony Jullien (FRA) | 132.                  |
| 14                    | Nans Peters (FRA)     | 70.                   |
| 15                    | Gijs Van Hoecke (BEL) | 72.                   |
| 16                    | Andrea Vendrame (ITA) | 39.                   |
| 17                    | Larry Warbasse (USA)  | 65.                   |

| Astana-Premier Tech APT | Astana-Premier Tech APT          | Astana-Premier Tech APT |
| ----------------------- | -------------------------------- | ----------------------- |
| Num                     | Ciclista                         | Pos                     |
| 21                      | Manuele Boaro (ITA)              | 95.                     |
| 22                      | Yevgeniy Fedorov (KAZ) (estrada) | 112.                    |
| 23                      | Davide Martinelli (ITA)          | 130.                    |
| 24                      | Vadim Pronskiy (KAZ)             | 33.                     |
| 25                      | Matteo Sobrero (ITA) (CRI)       | 62.                     |
| 26                      | Nikita Stalnow (KAZ)             | 98.                     |
| 27                      | Jonas Gregaard (DEN)             | 24.                     |

| Bahrain Victorious TBV | Bahrain Victorious TBV        | Bahrain Victorious TBV |
| ---------------------- | ----------------------------- | ---------------------- |
| Num                    | Ciclista                      | Pos                    |
| 31                     | Phil Bauhaus (GER)            | 88.                    |
| 32                     | Eros Capecchi (ITA)           | 109.                   |
| 33                     | Dylan Teuns (BEL)             | 8.                     |
| 34                     | Kevin Inkelaar (NED)          | 91.                    |
| 35                     | Heinrich Haussler (AUS)       | NP-3                   |
| 36                     | Matej Mohorič (SLO) (estrada) | 2.                     |
| 37                     | Marcel Sieberg (GER)          | 140.                   |

| Bora-Hansgrohe BOH | Bora-Hansgrohe BOH        | Bora-Hansgrohe BOH |
| ------------------ | ------------------------- | ------------------ |
| Num                | Ciclista                  | Pos                |
| 41                 | Pascal Ackermann (GER)    | DNF-1              |
| 42                 | Giovanni Aleotti (ITA)    | 11.                |
| 43                 | Maciej Bodnar (POL) (CRI) | 56.                |
| 44                 | Marcus Burghardt (GER)    | DNF-1              |
| 45                 | Matteo Fabbro (ITA)       | NP-4               |
| 46                 | Lukas Pöstlberger (AUT)   | 102.               |
| 47                 | Michaek Schwarzmann (GER) | 93.                |

| Cofidis COF | Cofidis COF           | Cofidis COF |
| ----------- | --------------------- | ----------- |
| Num         | Ciclista              | Pos         |
| 52          | Tom Bohli (SUI)       | 133.        |
| 53          | Attilio Viviani (ITA) | 82.         |
| 54          | Rubén Fernández (ESP) | 20.         |
| 55          | Fabio Sabatini (ITA)  | 129.        |
| 56          | Natnael Berhane (ERI) | 71.         |

| EF Education-Nippo EFN | EF Education-Nippo EFN      | EF Education-Nippo EFN |
| ---------------------- | --------------------------- | ---------------------- |
| Num                    | Ciclista                    | Pos                    |
| 61                     | Daniel Arroyave Cañas (COL) | 101.                   |
| 62                     | Fumiyuki Beppu (JPN)        | 119.                   |
| 63                     | Julien El Fares (FRA)       | 59.                    |
| 64                     | Sebastian Langeveld (NED)   | 111.                   |
| 65                     | Logan Owen (USA)            | 38.                    |
| 66                     | Tom Scully (NZL)            | NP-2                   |
| 67                     | Julius van den Berg (NED)   | 124.                   |

| Groupama-FDJ GFC | Groupama-FDJ GFC       | Groupama-FDJ GFC |
| ---------------- | ---------------------- | ---------------- |
| Num              | Ciclista               | Pos              |
| 71               | William Bonnet (FRA)   | 136.             |
| 72               | Clément Davy (FRA)     | 122.             |
| 73               | Antoine Duchesne (CAN) | 75.              |
| 74               | Fabian Lienhard (SUI)  | 81.              |
| 75               | Romain Seigle (FRA)    | 18.              |
| 76               | Jake Stewart (GBR)     | 52.              |
| 77               | Attila Valter (HUN)    | 55.              |

| Ineos Grenadiers IGD | Ineos Grenadiers IGD     | Ineos Grenadiers IGD |
| -------------------- | ------------------------ | -------------------- |
| Num                  | Ciclista                 | Pos                  |
| 81                   | Andrey Amador (CRC)      | 77.                  |
| 82                   | Owain Doull (GBR)        | 69.                  |
| 83                   | Tao Geoghegan Hart (GBR) | 54.                  |
| 84                   | Michał Gołaś (POL)       | 106.                 |
| 85                   | Gianni Moscon (ITA)      | 120.                 |
| 86                   | Michał Kwiatkowski (POL) | 3.                   |
| 87                   | Luke Rowe (GBR)          | 92.                  |

| Intermarché-Wanty-Gobert Matériaux IWG | Intermarché-Wanty-Gobert Matériaux IWG | Intermarché-Wanty-Gobert Matériaux IWG |
| -------------------------------------- | -------------------------------------- | -------------------------------------- |
| Num                                    | Ciclista                               | Pos                                    |
| 91                                     | Biniam Girmay (ERI)                    | 32.                                    |
| 92                                     | Quinten Hermans (BEL)                  | 17.                                    |
| 93                                     | Andrea Pasqualon (ITA)                 | 61.                                    |
| 94                                     | Lorenzo Rota (ITA)                     | 12.                                    |
| 95                                     | Taco van der Hoorn (NED)               | 128.                                   |
| 96                                     | Pieter Vanspeybrouck (BEL)             | 114.                                   |
| 97                                     | Georg Zimmermann (GER)                 | 35.                                    |

| Israel Start-Up Nation ISN | Israel Start-Up Nation ISN   | Israel Start-Up Nation ISN |
| -------------------------- | ---------------------------- | -------------------------- |
| Num                        | Ciclista                     | Pos                        |
| 101                        | Patrick Bevin (NZL)          | NP-2                       |
| 102                        | Jenthe Biermans (BEL)        | 36.                        |
| 103                        | Matthias Brändle (AUT) (CRI) | 123.                       |
| 104                        | Alessandro De Marchi (ITA)   | 51.                        |
| 105                        | Alexis Renard (FRA)          | 62.                        |
| 106                        | Hugo Hofstetter (FRA)        | 87.                        |
| 107                        | Norman Vahtra (EST)          | 134.                       |

| Jumbo-Visma TJV | Jumbo-Visma TJV                | Jumbo-Visma TJV |
| --------------- | ------------------------------ | --------------- |
| Num             | Ciclista                       | Pos             |
| 111             | David Dekker (NED)             | 94.             |
| 112             | Pascal Eenkhoorn (NED)         | 10.             |
| 113             | Jos van Emden (NED)            | 99.             |
| 114             | George Bennett (NZL) (estrada) | 19.             |
| 115             | Christoph Pfingsten (GER)      | 47.             |
| 116             | Antwan Tolhoek (NED)           | NP-4            |
| 117             | Olav Kooij (NED)               | 125.            |

| Movistar Team MOV | Movistar Team MOV         | Movistar Team MOV |
| ----------------- | ------------------------- | ----------------- |
| Num               | Ciclista                  | Pos               |
| 121               | Jorge Arcas (ESP)         | 68.               |
| 122               | Dario Cataldo (ITA)       | 45.               |
| 123               | Iván García Cortina (ESP) | 96.               |
| 124               | Gabriel Cullaigh (GBR)    | 78.               |
| 125               | Matteo Jorgenson (USA)    | 113.              |
| 126               | Einer Rubio (COL)         | 23.               |
| 127               | Davide Villella (ITA)     | 28.               |

| BikeExchange BEX | BikeExchange BEX         | BikeExchange BEX |
| ---------------- | ------------------------ | ---------------- |
| Num              | Ciclista                 | Pos              |
| 131              | Kaden Groves (AUS)       | DQ-3             |
| 132              | Tanel Kangert (EST)      | 15.              |
| 133              | Alexander Konychev (ITA) | 89.              |
| 134              | Michael Hepburn (AUS)    | DNF-5            |
| 135              | Barnabás Peák (HUN)      | 58.              |
| 136              | Tsgabu Grmay (ETH)       | 40.              |
| 137              | Dion Smith (NZL)         | 13.              |

| Lotto-Soudal LTS | Lotto-Soudal LTS         | Lotto-Soudal LTS |
| ---------------- | ------------------------ | ---------------- |
| Num              | Ciclista                 | Pos              |
| 141              | Filippo Conca (ITA)      | 48.              |
| 142              | Xandres Vervloesem (BEL) | 60.              |
| 144              | John Degenkolb (GER)     | 79.              |
| 145              | Kobe Goossens (BEL)      | 27.              |
| 146              | Tomasz Marczyński (POL)  | 83.              |
| 147              | Stefano Oldani (ITA)     | 25.              |
| 148              | Tim Wellens (BEL)        | 6.               |

| Team DSM DSM | Team DSM DSM         | Team DSM DSM |
| ------------ | -------------------- | ------------ |
| Num          | Ciclista             | Pos          |
| 151          | Nikias Arndt (GER)   | 64.          |
| 152          | Romain Combaud (FRA) | 49.          |
| 153          | Jai Hindley (AUS)    | 7.           |
| 154          | Max Kanter (GER)     | 100.         |
| 155          | Niklas Märkl (GER)   | 103.         |
| 156          | Nicolas Roche (IRL)  | 37.          |
| 157          | Florian Stork (GER)  | 131.         |

| Qhubeka NextHash TQA | Qhubeka NextHash TQA    | Qhubeka NextHash TQA |
| -------------------- | ----------------------- | -------------------- |
| Num                  | Ciclista                | Pos                  |
| 161                  | Carlos Barbero (ESP)    | 42.                  |
| 162                  | Sean Bennett (USA)      | 90.                  |
| 163                  | Simon Clarke (AUS)      | 85.                  |
| 164                  | Kilian Frankiny (SUI)   | DNF-1                |
| 165                  | Robert Power (AUS)      | 137.                 |
| 166                  | Max Walscheid (GER)     | 126.                 |
| 167                  | Łukasz Wiśniowski (POL) | 80.                  |

| Trek-Segafredo TFS | Trek-Segafredo TFS           | Trek-Segafredo TFS |
| ------------------ | ---------------------------- | ------------------ |
| Num                | Ciclista                     | Pos                |
| 171                | Amanuel Gebrezgabihier (ERI) | 43.                |
| 172                | Emīls Liepiņš (LAT)          | 104.               |
| 173                | Ryan Mullen (IRL)            | 97.                |
| 174                | Charlie Quaterman (GBR)      | 118.               |
| 176                | Edward Theuns (BEL)          | 76.                |
| 177                | Antonio Tiberi (ITA)         | DNF-7              |

| UAE Team Emirates UAD | UAE Team Emirates UAD     | UAE Team Emirates UAD |
| --------------------- | ------------------------- | --------------------- |
| Num                   | Ciclista                  | Pos                   |
| 181                   | Mikkel Bjerg (DEN)        | 117.                  |
| 182                   | Alessandro Covi (ITA)     | 21.                   |
| 183                   | Fernando Gaviria (COL)    | 116.                  |
| 184                   | Marco Marcato (ITA)       | 108.                  |
| 185                   | Maximiliano Richeze (ARG) | 121.                  |
| 186                   | Oliviero Troia (ITA)      | 135.                  |
| 187                   | Diego Ulissi (ITA)        | 4.                    |

| Alpecin-Fenix AFC | Alpecin-Fenix AFC              | Alpecin-Fenix AFC |
| ----------------- | ------------------------------ | ----------------- |
| Num               | Ciclista                       | Pos               |
| 191               | Ben Tulett (GBR)               | 9.                |
| 192               | Xandro Meurisse (BEL)          | 31.               |
| 193               | Jonas Rickaert (BEL)           | 50.               |
| 194               | Silvan Dillier (SUI) (estrada) | 30.               |
| 195               | Kristian Sbaragli (ITA)        | 29.               |
| 196               | Senne Leysen (BEL)             | 53.               |
| 197               | Lionel Taminiaux (BEL)         | 105.              |

| Gazprom-RusVelo GAZ | Gazprom-RusVelo GAZ        | Gazprom-RusVelo GAZ |
| ------------------- | -------------------------- | ------------------- |
| Num                 | Ciclista                   | Pos                 |
| 201                 | Ilnur Zakarin (RUS)        | 22.                 |
| 202                 | Denis Nekrasov (RUS)       | 26.                 |
| 203                 | Artem Nych (RUS) (estrada) | 73.                 |
| 204                 | Pavel Kochetkov (RUS)      | 84.                 |
| 205                 | Marco Canola (ITA)         | 66.                 |
| 206                 | Evgeny Shalunov (RUS)      | 57.                 |
| 207                 | Igor Boev (RUS)            | 110.                |

| Polónia POL | Polónia POL               | Polónia POL |
| ----------- | ------------------------- | ----------- |
| Num         | Ciclista                  | Pos         |
| 211         | Stanislaw Aniolkowski     | 115.        |
| 212         | Piotr Brożyna             | 46.         |
| 213         | Michał Paluta             | 86.         |
| 214         | Filip Maciejuk            | 107.        |
| 215         | Łukasz Owsian             | 67.         |
| 216         | Maciej Paterski (estrada) | 41.         |
| 217         | Patryk Stosz              | 74.         |

| Deceuninck-Quick Step DQT | Deceuninck-Quick Step DQT    | Deceuninck-Quick Step DQT |
| ------------------------- | ---------------------------- | ------------------------- |
| Num                       | Ciclista                     | Pos                       |
| 1                         | João Almeida (POR) (CRI)     | 1.                        |
| 2                         | Rémi Cavagna (FRA) (estrada) | 34.                       |
| 3                         | Tim Declercq (BEL)           | 44.                       |
| 4                         | Ian Garrison (USA)           | 138.                      |
| 5                         | Álvaro Hodeg (COL)           | 127.                      |
| 6                         | Mikkel Honoré (DEN)          | 5.                        |
| 7                         | Stijn Steels (BEL)           | 139.                      |

| AG2R Citroën Team ACT | AG2R Citroën Team ACT | AG2R Citroën Team ACT |
| --------------------- | --------------------- | --------------------- |
| Num                   | Ciclista              | Pos                   |
| 11                    | Tony Gallopin (FRA)   | 16.                   |
| 12                    | Clément Berthet (FRA) | 14.                   |
| 13                    | Anthony Jullien (FRA) | 132.                  |
| 14                    | Nans Peters (FRA)     | 70.                   |
| 15                    | Gijs Van Hoecke (BEL) | 72.                   |
| 16                    | Andrea Vendrame (ITA) | 39.                   |
| 17                    | Larry Warbasse (USA)  | 65.                   |

| Astana-Premier Tech APT | Astana-Premier Tech APT          | Astana-Premier Tech APT |
| ----------------------- | -------------------------------- | ----------------------- |
| Num                     | Ciclista                         | Pos                     |
| 21                      | Manuele Boaro (ITA)              | 95.                     |
| 22                      | Yevgeniy Fedorov (KAZ) (estrada) | 112.                    |
| 23                      | Davide Martinelli (ITA)          | 130.                    |
| 24                      | Vadim Pronskiy (KAZ)             | 33.                     |
| 25                      | Matteo Sobrero (ITA) (CRI)       | 62.                     |
| 26                      | Nikita Stalnow (KAZ)             | 98.                     |
| 27                      | Jonas Gregaard (DEN)             | 24.                     |

| Bahrain Victorious TBV | Bahrain Victorious TBV        | Bahrain Victorious TBV |
| ---------------------- | ----------------------------- | ---------------------- |
| Num                    | Ciclista                      | Pos                    |
| 31                     | Phil Bauhaus (GER)            | 88.                    |
| 32                     | Eros Capecchi (ITA)           | 109.                   |
| 33                     | Dylan Teuns (BEL)             | 8.                     |
| 34                     | Kevin Inkelaar (NED)          | 91.                    |
| 35                     | Heinrich Haussler (AUS)       | NP-3                   |
| 36                     | Matej Mohorič (SLO) (estrada) | 2.                     |
| 37                     | Marcel Sieberg (GER)          | 140.                   |

| Bora-Hansgrohe BOH | Bora-Hansgrohe BOH        | Bora-Hansgrohe BOH |
| ------------------ | ------------------------- | ------------------ |
| Num                | Ciclista                  | Pos                |
| 41                 | Pascal Ackermann (GER)    | DNF-1              |
| 42                 | Giovanni Aleotti (ITA)    | 11.                |
| 43                 | Maciej Bodnar (POL) (CRI) | 56.                |
| 44                 | Marcus Burghardt (GER)    | DNF-1              |
| 45                 | Matteo Fabbro (ITA)       | NP-4               |
| 46                 | Lukas Pöstlberger (AUT)   | 102.               |
| 47                 | Michaek Schwarzmann (GER) | 93.                |

| Cofidis COF | Cofidis COF           | Cofidis COF |
| ----------- | --------------------- | ----------- |
| Num         | Ciclista              | Pos         |
| 52          | Tom Bohli (SUI)       | 133.        |
| 53          | Attilio Viviani (ITA) | 82.         |
| 54          | Rubén Fernández (ESP) | 20.         |
| 55          | Fabio Sabatini (ITA)  | 129.        |
| 56          | Natnael Berhane (ERI) | 71.         |

| EF Education-Nippo EFN | EF Education-Nippo EFN      | EF Education-Nippo EFN |
| ---------------------- | --------------------------- | ---------------------- |
| Num                    | Ciclista                    | Pos                    |
| 61                     | Daniel Arroyave Cañas (COL) | 101.                   |
| 62                     | Fumiyuki Beppu (JPN)        | 119.                   |
| 63                     | Julien El Fares (FRA)       | 59.                    |
| 64                     | Sebastian Langeveld (NED)   | 111.                   |
| 65                     | Logan Owen (USA)            | 38.                    |
| 66                     | Tom Scully (NZL)            | NP-2                   |
| 67                     | Julius van den Berg (NED)   | 124.                   |

| Groupama-FDJ GFC | Groupama-FDJ GFC       | Groupama-FDJ GFC |
| ---------------- | ---------------------- | ---------------- |
| Num              | Ciclista               | Pos              |
| 71               | William Bonnet (FRA)   | 136.             |
| 72               | Clément Davy (FRA)     | 122.             |
| 73               | Antoine Duchesne (CAN) | 75.              |
| 74               | Fabian Lienhard (SUI)  | 81.              |
| 75               | Romain Seigle (FRA)    | 18.              |
| 76               | Jake Stewart (GBR)     | 52.              |
| 77               | Attila Valter (HUN)    | 55.              |

| Ineos Grenadiers IGD | Ineos Grenadiers IGD     | Ineos Grenadiers IGD |
| -------------------- | ------------------------ | -------------------- |
| Num                  | Ciclista                 | Pos                  |
| 81                   | Andrey Amador (CRC)      | 77.                  |
| 82                   | Owain Doull (GBR)        | 69.                  |
| 83                   | Tao Geoghegan Hart (GBR) | 54.                  |
| 84                   | Michał Gołaś (POL)       | 106.                 |
| 85                   | Gianni Moscon (ITA)      | 120.                 |
| 86                   | Michał Kwiatkowski (POL) | 3.                   |
| 87                   | Luke Rowe (GBR)          | 92.                  |

| Intermarché-Wanty-Gobert Matériaux IWG | Intermarché-Wanty-Gobert Matériaux IWG | Intermarché-Wanty-Gobert Matériaux IWG |
| -------------------------------------- | -------------------------------------- | -------------------------------------- |
| Num                                    | Ciclista                               | Pos                                    |
| 91                                     | Biniam Girmay (ERI)                    | 32.                                    |
| 92                                     | Quinten Hermans (BEL)                  | 17.                                    |
| 93                                     | Andrea Pasqualon (ITA)                 | 61.                                    |
| 94                                     | Lorenzo Rota (ITA)                     | 12.                                    |
| 95                                     | Taco van der Hoorn (NED)               | 128.                                   |
| 96                                     | Pieter Vanspeybrouck (BEL)             | 114.                                   |
| 97                                     | Georg Zimmermann (GER)                 | 35.                                    |

| Israel Start-Up Nation ISN | Israel Start-Up Nation ISN   | Israel Start-Up Nation ISN |
| -------------------------- | ---------------------------- | -------------------------- |
| Num                        | Ciclista                     | Pos                        |
| 101                        | Patrick Bevin (NZL)          | NP-2                       |
| 102                        | Jenthe Biermans (BEL)        | 36.                        |
| 103                        | Matthias Brändle (AUT) (CRI) | 123.                       |
| 104                        | Alessandro De Marchi (ITA)   | 51.                        |
| 105                        | Alexis Renard (FRA)          | 62.                        |
| 106                        | Hugo Hofstetter (FRA)        | 87.                        |
| 107                        | Norman Vahtra (EST)          | 134.                       |

| Jumbo-Visma TJV | Jumbo-Visma TJV                | Jumbo-Visma TJV |
| --------------- | ------------------------------ | --------------- |
| Num             | Ciclista                       | Pos             |
| 111             | David Dekker (NED)             | 94.             |
| 112             | Pascal Eenkhoorn (NED)         | 10.             |
| 113             | Jos van Emden (NED)            | 99.             |
| 114             | George Bennett (NZL) (estrada) | 19.             |
| 115             | Christoph Pfingsten (GER)      | 47.             |
| 116             | Antwan Tolhoek (NED)           | NP-4            |
| 117             | Olav Kooij (NED)               | 125.            |

| Movistar Team MOV | Movistar Team MOV         | Movistar Team MOV |
| ----------------- | ------------------------- | ----------------- |
| Num               | Ciclista                  | Pos               |
| 121               | Jorge Arcas (ESP)         | 68.               |
| 122               | Dario Cataldo (ITA)       | 45.               |
| 123               | Iván García Cortina (ESP) | 96.               |
| 124               | Gabriel Cullaigh (GBR)    | 78.               |
| 125               | Matteo Jorgenson (USA)    | 113.              |
| 126               | Einer Rubio (COL)         | 23.               |
| 127               | Davide Villella (ITA)     | 28.               |

| BikeExchange BEX | BikeExchange BEX         | BikeExchange BEX |
| ---------------- | ------------------------ | ---------------- |
| Num              | Ciclista                 | Pos              |
| 131              | Kaden Groves (AUS)       | DQ-3             |
| 132              | Tanel Kangert (EST)      | 15.              |
| 133              | Alexander Konychev (ITA) | 89.              |
| 134              | Michael Hepburn (AUS)    | DNF-5            |
| 135              | Barnabás Peák (HUN)      | 58.              |
| 136              | Tsgabu Grmay (ETH)       | 40.              |
| 137              | Dion Smith (NZL)         | 13.              |

| Lotto-Soudal LTS | Lotto-Soudal LTS         | Lotto-Soudal LTS |
| ---------------- | ------------------------ | ---------------- |
| Num              | Ciclista                 | Pos              |
| 141              | Filippo Conca (ITA)      | 48.              |
| 142              | Xandres Vervloesem (BEL) | 60.              |
| 144              | John Degenkolb (GER)     | 79.              |
| 145              | Kobe Goossens (BEL)      | 27.              |
| 146              | Tomasz Marczyński (POL)  | 83.              |
| 147              | Stefano Oldani (ITA)     | 25.              |
| 148              | Tim Wellens (BEL)        | 6.               |

| Team DSM DSM | Team DSM DSM         | Team DSM DSM |
| ------------ | -------------------- | ------------ |
| Num          | Ciclista             | Pos          |
| 151          | Nikias Arndt (GER)   | 64.          |
| 152          | Romain Combaud (FRA) | 49.          |
| 153          | Jai Hindley (AUS)    | 7.           |
| 154          | Max Kanter (GER)     | 100.         |
| 155          | Niklas Märkl (GER)   | 103.         |
| 156          | Nicolas Roche (IRL)  | 37.          |
| 157          | Florian Stork (GER)  | 131.         |

| Qhubeka NextHash TQA | Qhubeka NextHash TQA    | Qhubeka NextHash TQA |
| -------------------- | ----------------------- | -------------------- |
| Num                  | Ciclista                | Pos                  |
| 161                  | Carlos Barbero (ESP)    | 42.                  |
| 162                  | Sean Bennett (USA)      | 90.                  |
| 163                  | Simon Clarke (AUS)      | 85.                  |
| 164                  | Kilian Frankiny (SUI)   | DNF-1                |
| 165                  | Robert Power (AUS)      | 137.                 |
| 166                  | Max Walscheid (GER)     | 126.                 |
| 167                  | Łukasz Wiśniowski (POL) | 80.                  |

| Trek-Segafredo TFS | Trek-Segafredo TFS           | Trek-Segafredo TFS |
| ------------------ | ---------------------------- | ------------------ |
| Num                | Ciclista                     | Pos                |
| 171                | Amanuel Gebrezgabihier (ERI) | 43.                |
| 172                | Emīls Liepiņš (LAT)          | 104.               |
| 173                | Ryan Mullen (IRL)            | 97.                |
| 174                | Charlie Quaterman (GBR)      | 118.               |
| 176                | Edward Theuns (BEL)          | 76.                |
| 177                | Antonio Tiberi (ITA)         | DNF-7              |

| UAE Team Emirates UAD | UAE Team Emirates UAD     | UAE Team Emirates UAD |
| --------------------- | ------------------------- | --------------------- |
| Num                   | Ciclista                  | Pos                   |
| 181                   | Mikkel Bjerg (DEN)        | 117.                  |
| 182                   | Alessandro Covi (ITA)     | 21.                   |
| 183                   | Fernando Gaviria (COL)    | 116.                  |
| 184                   | Marco Marcato (ITA)       | 108.                  |
| 185                   | Maximiliano Richeze (ARG) | 121.                  |
| 186                   | Oliviero Troia (ITA)      | 135.                  |
| 187                   | Diego Ulissi (ITA)        | 4.                    |

| Alpecin-Fenix AFC | Alpecin-Fenix AFC              | Alpecin-Fenix AFC |
| ----------------- | ------------------------------ | ----------------- |
| Num               | Ciclista                       | Pos               |
| 191               | Ben Tulett (GBR)               | 9.                |
| 192               | Xandro Meurisse (BEL)          | 31.               |
| 193               | Jonas Rickaert (BEL)           | 50.               |
| 194               | Silvan Dillier (SUI) (estrada) | 30.               |
| 195               | Kristian Sbaragli (ITA)        | 29.               |
| 196               | Senne Leysen (BEL)             | 53.               |
| 197               | Lionel Taminiaux (BEL)         | 105.              |

| Gazprom-RusVelo GAZ | Gazprom-RusVelo GAZ        | Gazprom-RusVelo GAZ |
| ------------------- | -------------------------- | ------------------- |
| Num                 | Ciclista                   | Pos                 |
| 201                 | Ilnur Zakarin (RUS)        | 22.                 |
| 202                 | Denis Nekrasov (RUS)       | 26.                 |
| 203                 | Artem Nych (RUS) (estrada) | 73.                 |
| 204                 | Pavel Kochetkov (RUS)      | 84.                 |
| 205                 | Marco Canola (ITA)         | 66.                 |
| 206                 | Evgeny Shalunov (RUS)      | 57.                 |
| 207                 | Igor Boev (RUS)            | 110.                |

| Polónia POL | Polónia POL               | Polónia POL |
| ----------- | ------------------------- | ----------- |
| Num         | Ciclista                  | Pos         |
| 211         | Stanislaw Aniolkowski     | 115.        |
| 212         | Piotr Brożyna             | 46.         |
| 213         | Michał Paluta             | 86.         |
| 214         | Filip Maciejuk            | 107.        |
| 215         | Łukasz Owsian             | 67.         |
| 216         | Maciej Paterski (estrada) | 41.         |
| 217         | Patryk Stosz              | 74.         |

Convenções:
- AB-N: Abandono na etapa N
- FLT-N: Retiro por chegada fora do limite de tempo na etapa N
- NTS-N: Não tomou a saída para a etapa N
- DES-N: Desclassificado ou expulsado na etapa N

## UCI World Ranking
O Volta à Polónia outorgou pontos para o UCI World Ranking para corredores das equipas nas categorias UCI WorldTeam, UCI ProTeam e Continental. As seguintes tabelas são o barómetro de pontuação e os 10 corredores que obtiveram mais pontos:
| Posição             | 1.º | 2.º | 3.º | 4.º | 5.º | 6.º | 7.º | 8.º | 9.º | 10.º | 11.º | 12.º | 13.º | 14.º | 15.º | 16.º-20.º | 21.º-30.º | 31.º-50.º | 51.º-55.º | 56.º-60.º |
| Classificação geral | 400 | 320 | 260 | 220 | 180 | 140 | 120 | 100 | 80  | 68   | 56   | 48   | 40   | 32   | 28   | 24        | 16        | 8         | 4         | 2         |
| Por etapa           | 50  | 20  | 8   |     |     |     |     |     |     |      |      |      |      |      |      |           |           |           |           |           |
| Líder               | 8   |     |     |     |     |     |     |     |     |      |      |      |      |      |      |           |           |           |           |           |

| Classificação |                    |                       |       |       |       |       |
| Ciclista      | Ciclista           | Equipo                | Geral | Etapa | Líder | Total |
| ------------- | ------------------ | --------------------- | ----- | ----- | ----- | ----- |
| 1.º           | João Almeida       | Deceuninck-Quick Step | 400   | 120   | 40    | 560   |
| 2.º           | Matej Mohorič      | Bahrain Victorious    | 320   | 48    | -     | 368   |
| 3.º           | Michał Kwiatkowski | Ineos Grenadiers      | 260   | -     | -     | 260   |
| 4.º           | Diego Ulissi       | UAE Emirates          | 220   | 20    | -     | 240   |
| 5.º           | Mikkel Honoré      | Deceuninck-Quick Step | 180   | -     | -     | 180   |
| 6.º           | Tim Wellens        | Lotto Soudal          | 140   | -     | -     | 140   |
| 7.º           | Jai Hindley        | DSM                   | 120   | -     | -     | 120   |
| 8.º           | Dylan Teuns        | Bahrain Victorious    | 100   | -     | -     | 100   |
| 9.º           | Ben Tulett         | Alpecin-Fenix         | 80    | -     | -     | 80    |
| 10.º          | Pascal Eenkhoorn   | Jumbo-Visma           | 68    | -     | -     | 68    |